# Ozz6y
Cismaan Maxamed, mer känd under artistnamnet Ozz6y (före detta Ozzy), född 16 juni 1991 i Somalia, är en svensk-somalisk rappare och artist.

## Biografi
Maxamed föddes i Somalia och kom till Sverige 1991, fem månader gammal. Han växte upp i stadsdelen Rosengård i Malmö.
Han debuterade 2011 som en del av duon E6, men slog igenom som soloartist år 2013, då han gästade Kartellens remix av låten "AM43". 
Maxamed har blivit Grammis-nominerad fyra gånger. Han har även blivit nominerad till P3 Guld 2018 i kategorin "årets hiphop/r'n'b".
Maxamed är en del av hiphopkollektivet Malmö New Wave, tillsammans med Malmö-rapparna Guleed, Adam Aden och Valon.

## Diskografi

### Studioalbum
- 2018 – Ett öga rött, PLAY 66
- 2019 – SEXAN, Sony Music Entertainment Sweden
- 2023 – Mörket, Amuseio AB